# Samos: Alυkι Psilis Ammou
Samos: Alυkι Psilis Ammou este o arie protejată (arie de protecție specială avifaunistică — SPA) din Grecia întinsă pe o suprafață de 42,74 ha, integral pe uscat.

## Localizare
Centrul sitului Samos: Alυkι Psilis Ammou este situat la coordonatele 37°42′29″N 27°00′32″E / 37.707923°N 27.008924°E.

## Înființare
Situl Samos: Alυkι Psilis Ammou a fost declarat arie de protecție specială avifaunistică în octombrie 2001 pentru a proteja 52 de specii de animale.

## Biodiversitate
Situată în ecoregiunea mediteraneană, aria protejată nu include niciun habitat protejat.
La baza desemnării sitului se află mai multe specii protejate de  păsări (52): fluierar de munte (Actitis hypoleucos), pescăruș albastru (Alcedo atthis), rață pitică (Anas crecca), rață mare (Anas platyrhynchos), fâsă-de-câmp (Anthus campestris), lăstunul mare (Apus apus), stârc cenușiu (Ardea cinerea), buha (Bubo bubo), șorecarul comun (Buteo buteo), ciocârlie-cu-degete-scurte (Calandrella brachydactyla), fugaci roșcat (Calidris ferruginea), fugaci mic (Calidris minuta), bătăuș (Calidris pugnax), fugaci pitic (Calidris temminckii), caprimulg (Caprimulgus europaeus), prundăraș de sărătură (Charadrius alexandrinus), prundaș gulerat mare (Charadrius hiaticula), șerpar (Circaetus gallicus), erete vânăt (Circus cyaneus), prepeliță (Coturnix coturnix), cristeiul de câmp (Crex crex), gușă vânătă (Cyanecula svecica), lăstun de casă (Delichon urbicum), egretă mică (Egretta garzetta), Emberiza caesia, Falco eleonorae, șoim călător (Falco peregrinus), muscar-gulerat (Ficedula albicollis), lișiță (Fulica atra), rândunică (Hirundo rustica), sfrânciocul cu frunte neagră (Lanius minor), pescăruș râzător (Larus ridibundus), sitar de mâl (Limosa limosa), rață fluierătoare (Mareca penelope), Mergus serrator, codobatura galbenă (Motacilla flava), stârc de noapte (Nycticorax nycticorax), Phalacrocorax carbo sinensis, flamingo roz (Phoenicopterus roseus), corcodel mare (Podiceps cristatus), corcodel-cu-gât-negru (Podiceps nigricollis), lăstun de mal (Riparia riparia), Spatula clypeata, turturică (Streptopelia turtur), Tachymarptis melba, fluierar negru (Tringa erythropus), fluierar de mlaștină (Tringa glareola), fluierar cu picioare verzi (Tringa nebularia), fluierarul de zăvoi (Tringa ochropus), fluierar de lac (Tringa stagnatilis), fluierarul cu picioare roșii (Tringa totanus), Xenus cinereus
Pe lângă speciile protejate, pe teritoriul sitului au mai fost identificate 5 specii de păsări.